# Udil
Udil (em haúça: Wudil) é uma área de governo local do estado de Cano, na Nigéria. Possui 362 quilômetros quadrados e de acordo com o censo de 2016, havia 262 400 residentes.